# Sheridan (Familienname)
Sheridan ist ein gängiger Familienname im englischen Sprachraum.

## Herkunft und Bedeutung
Sheridan ist die anglisierte Form des irischen patronymischen Nachnamens Ó Sirideáin. Das Wort Ó steht dabei für Enkel bzw. Nachkomme und der Personenname Sirideán (Genitiv Sirideáin) ist ein Diminutiv zum Nomen siride mit der Bedeutung Elf.

## Varianten
- Sheridin, Sheridon
- O’Sheridan, O’Sheridin, O’Sheridon

## Namensträger
- Andrew Sheridan (* 1979), englischer Rugby-Union-Spieler
- Angelika Sheridan (* 1965), deutsche Musikerin
- Ann Sheridan (1915–1967), US-amerikanische Schauspielerin
- Chris Sheridan (* 1967), US-amerikanischer Drehbuchautor
- Cillian Sheridan (* 1989), irischer Fußballspieler
- Clare Sheridan (1885–1970), britische Bildhauerin und Autorin
- Dave Sheridan (Cartoonist) (1943–1982), US-amerikanischer Comiczeichner
- Dave Sheridan (Schauspieler) (* 1969), US-amerikanischer Schauspieler und Musiker
- David Sheridan (Illustrator) (* 1948), US-amerikanischer Illustrator und Autor
- David S. Sheridan (1908–2004), US-amerikanischer Erfinder
- Dick Sheridan (1925–2023), US-amerikanischer Jazz- und Studiomusiker
- Dinah Sheridan (1920–2012), britische Schauspielerin
- Edwin E. Sheridan, US-amerikanischer Amateurastronom und Asteroidenentdecker
- Eileen Sheridan (1923–2023), englische Radsportlerin
- George A. Sheridan (1840–1896), US-amerikanischer Politiker
- Hugh Sheridan (* 1985), australischer Schauspieler
- Jamey Sheridan (* 1951), US-amerikanischer Schauspieler
- Jim Sheridan (* 1949), irischer Filmproduzent, Regisseur und Drehbuchautor
- Jim Sheridan (Politiker) (1952–2022), britischer Politiker
- Joe Sheridan (1914–2000), irischer Politiker
- John Sheridan (* 1964), irischer Fußballspieler und -trainer
- John Sheridan (Musiker) (1946–2021), US-amerikanischer Jazzpianist und Arrangeur
- John E. Sheridan (1902–1987), US-amerikanischer Politiker
- Kailen Sheridan (* 1995), kanadische Fußballspielerin
- Katie Sheridan (* 1986), britische Schauspielerin
- Kelly Sheridan (* 1977), kanadische Synchronsprecherin
- Kirsten Sheridan (* 1976), irische Schauspielerin und Regisseurin
- Kriss Sheridan (* 1990), polnisch-US-amerikanisch-deutscher Popsänger, Schauspieler und Model
- Lanto Sheridan (* 1988), britischer Polospieler
- Lisa Sheridan (1974–2019), US-amerikanische Schauspielerin
- Liz Sheridan (1929–2022), US-amerikanische Schauspielerin
- Margaret Sheridan (Sängerin) (Margaret Burke Sheridan; 1889–1958), irische Opernsängerin (Sopran)
- Margaret Sheridan (Schauspielerin) (1926–1982), US-amerikanische Schauspielerin
- Mark Sheridan (* 1938), US-amerikanischer Benediktinermönch
- Martin Sheridan (1881–1918), US-amerikanischer Leichtathlet
- Matthew Sheridan (* 2004), neuseeländischer Fußballspieler
- Michael Sheridan (1896–1970), irischer Politiker (Fianna Fáil)
- Michael John Sheridan (1945–2022), US-amerikanischer Geistlicher, Bischof von Colorado Springs
- Naomi Sheridan, US-amerikanische Drehbuchautorin
- Nick Sheridan (* 1984), australisch-britischer Mathematiker
- Nicole Sheridan (* 1975), US-amerikanische Pornodarstellerin
- Nicollette Sheridan (* 1963), US-amerikanische Schauspielerin
- Patrick Sheridan (1922–2011), US-amerikanischer Geistlicher, Weihbischof in New York
- Philip Sheridan (1831–1888), US-amerikanischer General
- Raymond M. Sheridan, Pseudonym von Rainer M. Schröder (* 1951), deutscher Schriftsteller
- Richard Brinsley Sheridan (1751–1816), irischer Dramatiker und Politiker
- Ryan Sheridan (* 1982), irischer Sänger, Songwriter und Gitarrist
- Susan Sheridan (1947–2015), britische Schauspielerin und Synchronsprecherin
- Taylor Sheridan (* 1970), US-amerikanischer Filmschauspieler, Filmregisseur und Drehbuchautor
- Thomas Sheridan (1719–1788), englischer Schauspieler und Theaterdirektor
- Thomas B. Sheridan (* 1931), US-amerikanischer Ingenieur und Hochschullehrer
- Tommy Sheridan (* 1964), schottischer Politiker
- Tony Sheridan (1940–2013), britischer Musiker
- Tye Sheridan (* 1996), US-amerikanischer Schauspieler
- Will Sheridan, australischer Tontechniker